# Samuel Mosberg
Samuel A. Mosberg (* 14. Juni 1896 in New York; † 30. August 1967 in Brooklyn) war ein US-amerikanischer Profiboxer in der Gewichtsklasse Leichtgewicht, der in den frühen 1920er Jahren seine größten Erfolge feierte.
Mosberg begann seine Karriere 1912. In den Folgejahren bestritt er etwa 250 Amateurkämpfe, bis er bei den Olympischen Spielen 1920 in Antwerpen die Goldmedaille holte. Im Finale besiegte er den Dänen Gotfred Johansen. Nach seinem Sieg wurde er Profiboxer, trat aber bereits 1923 nach 57 Profikämpfen wieder zurück, da er nicht die erwarteten Erfolge feiern konnte. Mosberg, der Jude war, nahm als Trainer der US-amerikanischen Boxmannschaft 1953 an der Makkabiade teil. Im Jahr 1985 wurde er in die International Jewish Sports Hall of Fame aufgenommen.